# ROCK BALLET with QUEEN
『ROCK BALLET with QUEEN』（ロックバレエ ウィズ クイーン）は、イギリスのロックバンド、クイーン の音楽を使ったバレエ作品である。振付・演出は福田圭吾（新国立劇場バレエ団ファースト・ソリスト）による。クイーンの音楽が持つ多様性をバレエの舞台に取り入れ、バレエを観たことがない人にも楽しめる舞台を目指して制作が始まった。所属バレエ団の枠を超えて集まったダンサーとスタッフなどの協力によって、コロナ禍によるリハーサル会場確保の困難などの障害を乗り越え、2021年7月8日に初演された。

## 制作までの経緯
この作品は、2021年7月8日に初演された。作品を発想したのは、石渡真美（ダンサーズサポート）である。石渡はロック音楽とバレエを組み合わせることによって、バレエを観たことがない人にも楽しめる舞台ができるのではないかとの発想に至った。その発想により、作品の制作が動き始めた。
作品のベースとなるロック音楽には、クイーンの諸作品が選ばれた。石渡によれば、クイーンとその音楽にはオペラを取り入れたものやワルツの曲があるなどロックの範疇にとどまらない多様性があり、バレエに合うと考えた。そしてバレエダンサーがロックのリズムに乗って踊ることを想像するだけでも心が躍ったという。
振付を担当したのは、福田圭吾（新国立劇場バレエ団ファースト・ソリスト）である。福田はダンサーとしての活動と並行してバレエ作品の企画や振付を手がけている。フレディ・マーキュリーを題材とした映画『ボヘミアン・ラプソディ』は彼の好きな映画で、少年時代にはモーリス・ベジャール振付の『バレエ・フォー・ライフ』（クイーンおよびモーツァルトの楽曲をフィーチャーしたバレエ作品）を鑑賞した経験があった。
公演のために、所属バレエ団の枠を超えて6人のダンサー（米沢唯、菊地研、井澤駿、秋元康臣、池本祥真、長瀬直義）が参加することになった。6人の中には福田の振付作品を踊った経験のある者もいれば、共に仕事をすること自体が初めての者もいた。スケジュールの調整を経て最初に石渡が推薦したのは、長瀬と池本の2人であった。福田は自分の作品を踊ったことがあるダンサーの出演を希望して、自ら新国立劇場バレエ団の井澤と米沢に声をかけた。キャスティングは作品の振付と並行して進み、菊地と秋元が加わった。
当初福田は、クイーンが男性バンドのためダンサーも男性のみにしようと思っていた。しかしクイーンの世界観を表現するために女性ダンサーの必要性に思い至って、男性5人（菊地、井澤、秋元、池本、長瀬）、女性1人（米沢）の構成に決まった。さらにミュージシャンとして、壺阪健登（ピアニスト、キーボーディスト、作編曲家）の出演も決定した。
最初のうち福田は、クイーンの楽曲でバレエを振り付けるということに「正直ハードルが高い」と感じたという。振付に着手してみると、クイーンの楽曲が内包する多様性とパワーによって彼自身の内面からイマジネーションが次々と引き出され始めた。
2021年に入ってすぐにリハーサルが始まった。制作に要する時間と予算は限られていて、しかも折からのコロナ禍によってリハーサル会場確保も困難だった。福田はバンドの生演奏を加えて、「ライブ感」のある公演を目指していたが、予算の制約上既存の音源を中心に使うこととなった。
曲について、福田は基本的に全体のバランスを考慮しつつ選曲を進めた。名曲が多くて悩んだというがその結果、知名度の高い曲が多くなったという。リハーサルのときにはあらかじめ振付を考えず、楽しい雰囲気の中で可能な限りダンサーたちの持つ「未知の魅力」を引き出すように留意しつつ作品を作り上げていった。そして福田が心がけたのは、曲の雰囲気を壊さないということであった。
振付の際に福田はまず音楽を聴き、ダンサーが踊っている姿を想像した。それをもとに振付を考えた後、ダンサーに実際に踊らせることによって微修正を重ねていき、作品を組み立てていった。基本的にクラシックバレエの舞踊技巧をベースにして、「Radio Ga Ga」などではコンテンポラリー寄りのムーヴメントやオフバランスや脱力を多用した振付も取り入れている。
福田はバレエファンに向けて、次のようなメッセージを寄せている。

## SET LIST
1. Bohemian Rhapsody（1975年）
2. Killer Queen（1974年）
3. The Millionaire Waltz（1976年）
4. Don't Stop Me Now（1979年）
5. Stone Cold Crazy（1974年）
6. We Will Rock You（1977年）
7. We Are the Champions（1977年）
8. Another One Bites the Dust（1980年）
9. Dear Friends（1974年）
10. Who Wants to Live Forever（1986年）
11. Teo Torriatte (Let Us Cling Together)（1977年）
12. The Show Must Go On（1991年）
13. Bicycle Race（1978年）
14. It's A Beautiful Day（1995年）
15. Radio Ga Ga（1984年）
16. I Was Born To Love You（1985年）[2]

舞台はとあるジャズバーの場面で始まる。そこでは人生に倦んだ様子の4人の男たち（井澤、秋元、菊地、長瀬）が時間を無為に過ごしている。やがて音楽の女神（米沢）と彼女のメッセンジャー（池本）が登場する。音楽のパワーに導かれて、4人は生への意欲を取り戻し、自分の道を見い出していく。
時折福田演ずるバーテンダーがコメディリリーフ的に登場し、舞台をつないでいく。さらに舞台上ではバーのピアニストという設定の壺阪が、数曲を演奏している。

## 反響と評価
福田によると、バレエをやっていない知り合いから「観に行きたい」という声がたくさんあったという。その声を聞くたびに、福田はクイーンというバンドの凄さを再認識していた。
出演者たちもこの舞台を楽しんでいた。菊地と福田はジュニア時代からの長い付き合いだったが、共演する機会がなかった。菊地は「（福田）圭吾の振り付けはいつか踊ってみたいと思っていた。こうした形で夢がかなってうれしい」と語り、秋元は「素晴らしい人達ばかりで楽しい。この公演を通して今までにない自分を引き出せたら」とコメントした。長瀬は「久々の大舞台。自分ならではの大人の雰囲気を出していきたい」と述べた。井澤は「素晴らしい方々との共演の機会をいただいた。皆さんに負けないように頑張りたい」、ピアニストの壺阪は「こうした機会をいただき、関わることができて幸せ。公演にむけて頑張りたい」と抱負を語った。
池本は「もともとクイーンが大好き」だといい、「大好きな曲で踊れるのが楽しいし、福田）圭吾さんの振付も楽しい。精一杯頑張りたいし、精一杯楽しみたい」、唯一の女性である米沢は「フレディのシャウトにこもった力はすごいなと感じます。（中略）メンバーは皆さんカッコよくて、私は役得だなって毎回思います。感謝の気持ちを込めて全力を尽くします」とコメントした。
舞踊評論家の村山久美子は、ダンスマガジン2021年10月号掲載の舞台評で「バレエならではの胸のすくような回転や妙技を、粋な緩急やアクセントをつけて使用」と指摘した。さらにダンサーそれぞれの個性を生かした振付が、作品の味わいをより深めたことについて称賛した。そして「バレエの技術や表現の素晴らしさを、そのまま生かしながら息で現代的魅力にあふれるものにし、バレエの観客層を広げる大きな可能性を示していた」と記述している。